# Microlenguas eslavas
Las microlenguas eslavas o lenguas eslavas menores son microlenguas de la zona de la Europa oriental, la Europa meridional, y la Europa occidental. Algunas pueden ser consideradas dialectos o variedad regional de su lengua determinada. Suelen utilizar el alfabeto o alguna variación del alfabeto de su zona de origen.
Se pueden diferenciar en tres grupos:
1. Microlenguas eslavas orientales:
  - Rusino, kárpatorrusino o lemkoviano (Ucrania, Eslovaquia, Polonia, Hungría, Rumanía).
  - Rusino o rusino yugoslavo (Croacia, Serbia).
  - Polesio, polesio occidental o rusino-polesio (Bielorrusia).
  - Galsiano (Lituania).
2. Microlenguas eslavas occidentales:
  - Eslovaco oriental (Eslovaquia).
  - Lachiano o silesio (Polonia, Chequia).
  - Wiekano o microlengua de Wiek (Lituania).
3. Microlenguas eslavas meridionales:
  - Gradishano, gradishano-croata o croata de Burgenland (Austria).
  - Molisano, croata de Molise o slavisano (Italia).
  - Chakaviano y kajkaviano (Croacia).
  - Prekmuriano (Eslovenia, Austria, Hungría).
  - Resiano o esloveno de Resia (Italia).
  - Véneto-esloveno (Italia).
  - Banato o búlgaro banato (Rumanía, Yugoslavia).
  - Macedonio-egeo (Grecia).